# Třetí vláda Michaela Kretschmera
Třetí vláda Michaela Kretschmera je zemská vláda Svobodného státu Sasko pro období let 2024–2029, která vzešla z voleb do Saského zemského sněmu v roce 2024. Poprvé v novodobé historii Saska (od znovusjednocení Německa) se jedná o vládu menšinovou. Je tvořena koalicí Křesťanskodemokratické unie (CDU) a Sociálnědemokratické strany Německa (SPD). Dne 18. prosince 2024 byl potřetí v řadě zvolen premiérem Michael Kretschmer.

## Povolební situace
V pořadí 8. volby do Saského zemského sněmu, které se konaly v neděli 1. září 2024, vyhrála se ziskem 31,9 % hlasů a 41 poslaneckých mandátů CDU. Stávající vládní koalice CDU, SPD a Svazu90/Zelených získala dohromady 58 poslaneckých křesel ze 120 a neměla tak potřebnou většinu. Lídr CDU a stávající předseda vlády Michael Kretschmer zahájil se zástupci SPD a BSW rozhovory o budoucí vládní koalici (tzv. ostružinová koalice), která mohla mít většinu 66 poslanců. Pro rozdílnost názorů však byla jednání o budoucí vládě ze strany BSW dne 6. listopadu ukončena. CDU a SPD tak dojednaly menšinovou koalici 51 poslanců a 3. prosince společně podepsali zástupci stran koaliční smlouvu, kterou následně schválili delegáti obou stran.

## Volba předsedy vlády

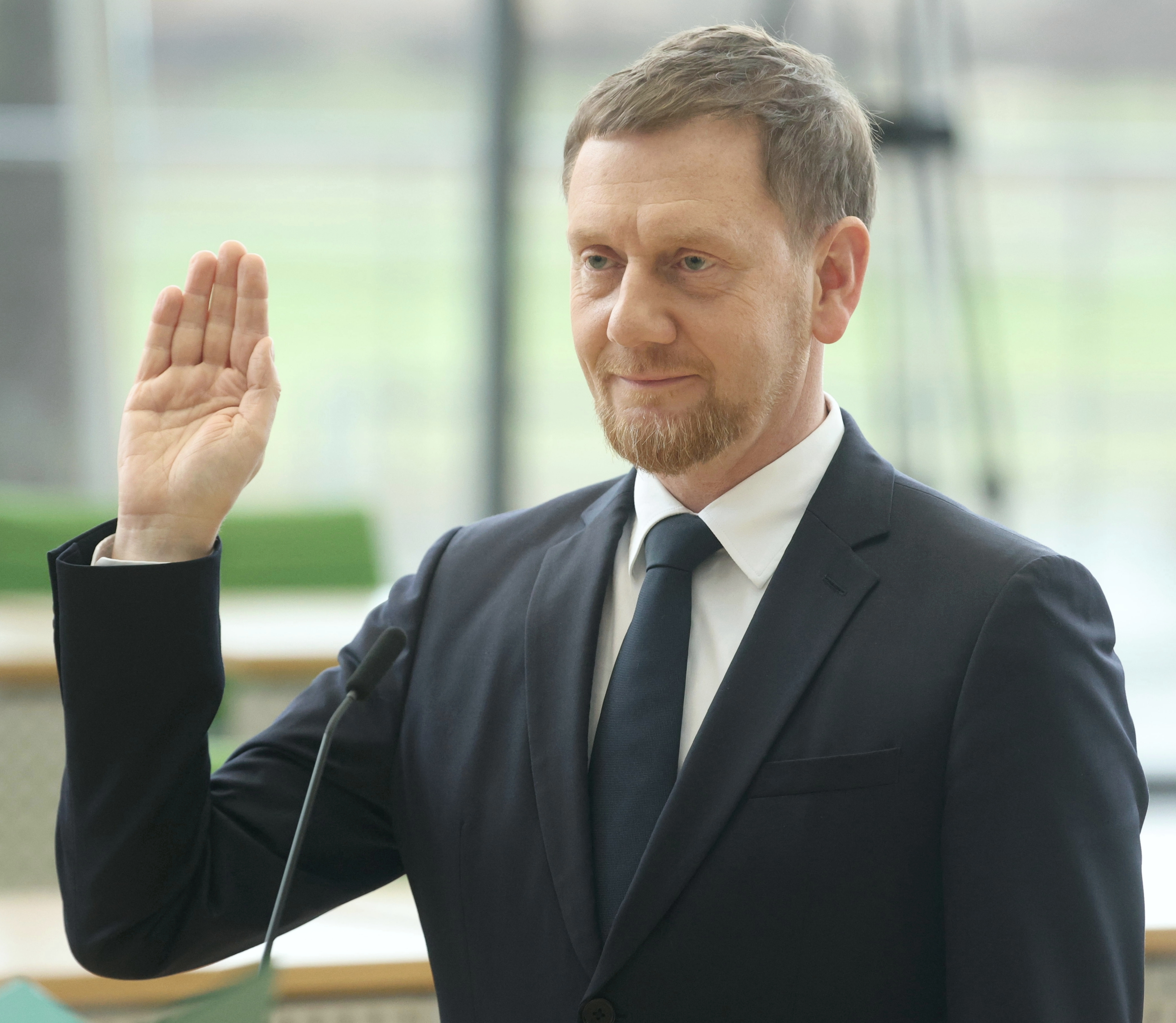
Michael Kretschmer skládá po zvolení přísahu

Volba předsedy vlády byla naplánována na středu 18. prosince 2024. Jako kandidát nejsilnější strany byl navržen Michael Kretschmer a přání kandidovat vyjádřili též Matthias Berger (nezávislý za FW) a Jörg Urban. U posledních dvou jmenovaných však nebylo do poslední chvíle jasné, v kterém kole volby budou kandidovat. V případě zvolení navrhoval Berger vládu odborníků, Urbanovy plány předem známé nebyly. Menšinová koalice CDU a SPD předpokládala podporu části poslanců Die Linke a BSW, přičemž zástupci AfD a Svazu90/Zelených předem oznámili, že Kretschmera nepodpoří. Poslanci Svazu 90/Zelených vyjádřili před volbou opakovaně přání hlasovat proti, což ovšem saská ústava neumožňuje. Samotná volba probíhá tajným hlasováním. V prvním kole volby je potřeba získat nadpoloviční většinu hlasů všech poslanců, v druhém kole a případných dalších následujících pak prostou většinu hlasujících. Za nejpravděpodobnější scénář se považovalo zvolení Michaela Kretschmera ve druhém kole. Ministerstvo vnitra se připravovalo také na možnost předčasných voleb.

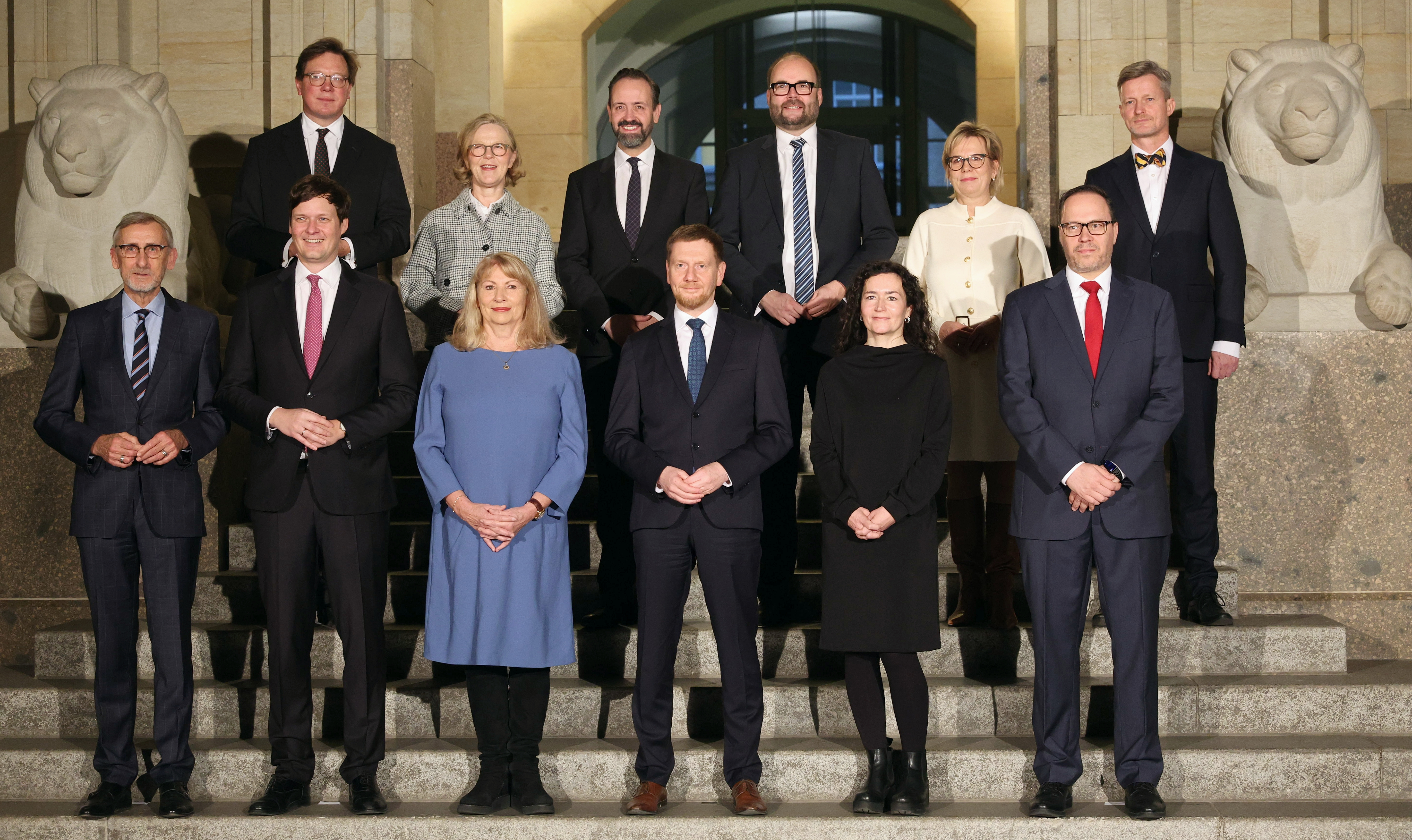
Vláda po svém jmenování 19. prosince 2024

Saský zemský sněm se za účelem volby premiéra skutečně sešel ve středu 18. prosince v 10.00. Poslanci vybírali v prvním kole ze tří kandidátů: Matthias Berger (FW), Michael Kretschmer (CDU) a Jörg Urban (AfD). Poslanci měli možnost hlasovat pro některého z kandidátů nebo se zdržet hlasování, hlasy proti podle saské ústavy umožněné nejsou. V prvním kole nezískal žádný z kandidátů potřebnou minimální většinu 61 hlasů; Michael Kretschmer obdržel 55 hlasů, Jörg Urban 40 hlasů a Matthias Berger 6 hlasů, 12 poslanců se zdrželo a 7 hlasovacích lístků bylo neplatných. V druhém kole vybírali poslanci ze stejných tří kandidátů. Premiérem byl zvolen Michael Kretschmer, když obdržel 69 hlasů. Pro Matthiase Bergera hlasovalo 39 poslanců, Jörg Urban obdržel 1 hlas a 11 poslanců se zdrželo hlasování.
Michael Kretschmer představil svůj třetí kabinet ve čtvrtek 19. prosince, kdy ministři složili slib. Oproti minulému kabinetu ubyla jedna ministerská pozice; šest ministryň a ministrů zasedalo již v předchozí vládě, čtyři jsou noví. Oproti minulé vládě se zvýšil podíl žen.

## Členové zemské vlády
| Úřad                                                                           | Foto | Jméno                        | Strana | Strana    |
| ------------------------------------------------------------------------------ | ---- | ---------------------------- | ------ | --------- |
| Předseda vlády                                                                 |      | Michael Kretschmer           |        | CDU       |
| Místopředsedkyně vlády                                                         |      | Petra Köppingová             |        | SPD       |
| Ministryně sociálních věcí, zdravotnictví a sociální soudržnosti               |      | Petra Köppingová             |        | SPD       |
| Ministr vnitra                                                                 |      | Armin Schuster               |        | CDU       |
| Ministr financí                                                                |      | Christian Piwarz             |        | CDU       |
| Ministr pro hospodářství, práci, energie a ochranu klimatu                     |      | Dirk Panter                  |        | SPD       |
| Ministr školství                                                               |      | Conrad Clemens               |        | CDU       |
| Ministryně spravedlnosti                                                       |      | Constanze Geiertová          |        | CDU       |
| Ministr pro životní prostředí a zemědělství                                    |      | Georg-Ludwig von Breitenbuch |        | CDU       |
| Ministryně pro infrastrukturu a rozvoj venkova                                 |      | Regina Kraushaarová          |        | CDU       |
| Ministr pro vědu                                                               |      | Sebastian Gemkow             |        | CDU       |
| Ministryně pro kulturu a turismus                                              |      | Barbara Klepschová           |        | CDU       |
| Vedoucí státní kanceláře a státní tajemník pro spolkové a evropské záležitosti |      | Andreas Handschuh            |        | nezávislý |